# Elyesa Bazna
Elyesa Bazna, krycí jméno Cicero, (28. července 1904 Priština – 23. prosince 1970 Mnichov), byl špión – od roku 1943 do roku 1944 spolupracovník německého Sicherheitsdienstu.

## Biografie
Elyesa Bazna pracoval jako komorník na britském velvyslanectví v Turecku. V říjnu 1943 nabídl německému velvyslanci v Turecku Franzi von Papenovi 56 britských tajných vojenských dokumentů a chtěl za ně 20 000 liber šterlinků. Jeho motivem byla údajná nenávist k Britům.
Vzhledem k tomu, že kvalita předaných dokumentů byla velmi dobrá, stal se spolupracovníkem německého Sicherheitsdienstu. Dostal kódové jméno Cicero a v průběhu špionážní práce předal Němcům stovky fotokopií dokumentů. Obsahovaly mj. informace o britské politice na Středním východě, o snaze dostat Turecko do tábora spojenců, informace týkající se konference v Teheránu a otevření druhé fronty v Evropě. O vylodění Spojenců v Normandii měl ale k dispozici jen vágní informace. V březnu 1944 uprchl z Turecka, protože se oprávněně obával, že bude prozrazen.
Bazna byl vyplácen falešnými britskými librami z operace Bernhard. Celkově obdržel cca 300 000 liber.
Po skončení 2. světové války Bazna zažaloval Německo s cílem získat finanční náhradu za falešné bankovky, kterými byl placen. V soudním sporu ale neuspěl.
Americký režisér Joseph L. Mankiewicz natočil v roce 1951 film 5 Fingers (Pět prstů), inspirovaný Baznovým životem. Hlavní roli ve filmu hrál James Mason. V roce 1962 Bazna vydal životopisnou knihu Ich war Cicero (Byl jsem Cicero). Elyesa Bazna zemřel roku 1970 v Mnichově.